# Телебачення України

Суспільне — український суспільний мовник

Телебачення в Україні, як професійне мовлення, з'явилося 1951 року.
Історія українського телебачення після відновлення незалежності України 1991 року ― це переважно історія про боротьбу за українську мову в ефірі, про те, як спочатку у 1990-х українське телебачення починало як українськомовне телебачення, однак у 2000-х на українському телебаченні ставало дедалі менше україномовного контенту, й лише наприкінці 2010-х після впровадження мовних квот на українськомовний телепродукт, відбулося поступове повернення в телепростір української мови й було створено перші українські серіали.

## Історія

### Радянська доба

Вінницька державна телерадіокомпанія

Першу офіційну спробу прямого ефіру в УРСР здійснено 1 лютого 1939 року. Знімання відбувалося в маленькій київській студії. Тривалість передачі становила 40 хвилин, у ході неї було відтворено портретне зображення Григорія Орджонікідзе.
Через Другу світову війну, друга спроба українського телебачення відбулося 5 листопада 1951 року. Київський телецентр показав фільм «Алітет іде в гори». Наступного дня, 6 листопада, було продемонстровано радянський фільм про Жовтневу революцію «Велика заграва». 7 листопада показували святкування на честь 34-ї річниці Жовтневої революції. 1 травня 1952 року показано концерти українських співаків Київського оперного театру ім. Тараса Шевченка. Відразу після побудови московського і ленінградського телецентрів, у 1953 році закінчено будівництво київського телецентру на Хрещатику. Мовлення регулярних програм почалося 1956 року. До цього показувалися художні та документальні фільми двічі на день. До середини 1960-х мовлення здійснювалося наживо, потім почали використовувати відеозапис.
У 1949 році радіоаматори побудували в Харкові перший в країні аматорський телецентр.
7 травня 1951 року, за пів року до початку роботи київського телецентру, почалося мовлення з першого аматорського телецентру. Головний інженер московського телецентру у січні 1951-го зазначив, що досягнута тут чіткість зображення не поступалася столичній. Цей телецентр працював три роки, а 1954 року у Харкові було побудовано професійний телецентр.
З другої половини 1940-х по 1954 рік у часи СРСР працювали три телевізійні центри (у Москві, Ленінграді та Києві), спільнота телеглядачів не була великою.
20 січня 1965 року з'явився перший постійний національний канал під назвою УТ-1 (Українське телебачення-1, згодом — Перший). У 1983 році почалося будівництво нового телецентру у Києві.
У грудні 1989 року ліцензію на мовлення отримав перший приватний канал України «Тоніс». Тоді ж канал почав налагоджувати зв'язки з Держкіно СРСР, Радянським фондом культури та іншими організаціями. 13 жовтня 1990 року у Харкові на «7 каналі» в етер вийшли програми, підготовлені студією АТВ-1, надалі «Тоніс-Центр». Цей день заведено вважати днем народження українського недержавного телебачення. До 1992 року існувало 3 версії каналу — крім Тоніс-Південь у Миколаєві і Тоніс-Центр у Харкові, був створений Тоніс-Ентер у Києві. З плином часу київська версія «Тонісу» перетворилася на самостійний канал ТЕТ, щоби залишитися на київському телебаченні, створена нова версія «Тоніс-Київ».

### Доба незалежності
Після Помаранчевої революції українське телебачення стало вільнішим. У лютому 2009 року Національна рада з питань телебачення і радіомовлення заявила, що «політичний тиск на ЗМІ зріс останнім часом, за рахунок зміни законів та інших нормативних актів з метою зміцнення впливу на засоби масової інформації та регулюючі органи в цій сфері».
18 серпня 2011 року відбувся конкурс, за підсумками якого обрані канали для чотирьох загальнонаціональних мультиплексів цифрового телебачення. Частина каналів до того часу не розпочали мовлення, переможців обирали з програмної концепції. Тим, хто отримав ліцензії з програмної концепції, що не запустили канал до миті оголошення переможців, дали рік на запуск каналів (до серпня 2012 року). Після оголошення результатів конкурсу ходили чутки про можливий продаж чотирьох каналів із загальнонаціональних мультиплексів (Real TV Estate, Star TV, Погода ТБ і Goldberry; перший з цього списку проданий). Також передбачалося, що деякі канали змінять концепцію, оскільки серед переможців на етерні ліцензії були 4 музичні канали (Enter Music, М1, Star TV, MTV Україна; перший з цього списку змінив напрямок та став дитячим каналом Піксель TV), а деякі канали мають вузьку спрямованість (Погода ТБ, Хокей). UBR згодом відмовився від власних місць у регіональному мультиплексі ― на ці місця будуть претендувати інші канали під час повторного конкурсу.

### Теперішній час
На теперішній час телебачення в Україні ділиться на дві групи: суспільне та приватне телебачення. Суспільне мовлення здійснюється головним суспільним телеканалом «Перший», а приватне телебачення — трьом найбільшим загальнонаціональним телеканалам «1+1», «ICTV» та «Інтер».
Згідно з Постановою Кабінету Міністрів України № 509 від 13 червня 2018 року аналогове мовлення було вимкнено на теренах Кіровоградської області та м. Києва з 31 липня 2018 року. Дата від'єднання аналогового телемовлення на решті території України, визначена як 31 серпня 2018 року.
З 1 вересня 2018 року для телеглядачів України, доступними повинні були залишатися наступні канали телемовлення:
- Цифрове телебачення (DVB-T2)
- Супутникове телебачення (Viasat)
- Кабельне телебачення (Воля, регіональні оператори)
- Онлайн-сервіси та IPTV (найвідоміші — Київстар ТБ, sweet.tv, Megogo та Divan.tv).

16 липня 2021 року набула чинності норма мовного закону про обов'язковість трансляції фільмів та серіалів на телебаченні державною мовою.

## Суспільні телеканали

### Суспільне мовлення(загальноукраїнські та регіональні)
| Телеканал                  | Логотип | Дата запуску | Формат мовлення               | Сайт                   | Мережа                         | Мережа     | Мережа          | Мережа     | Мережа     |
| Телеканал                  | Логотип | Дата запуску | Формат мовлення               | Сайт                   | DVB-T2                         | Супутник   | Кабельні мережі | IPTV       | OTT        |
| -------------------------- | ------- | ------------ | ----------------------------- | ---------------------- | ------------------------------ | ---------- | --------------- | ---------- | ---------- |
| Перший                     |         | 01.02.1939   | 576i 16:9 (SDTV) 1080i (HDTV) | tv.suspilne.media      | MX-1 MX-7 (тимчасове мовлення) | Green tick | Green tick      | Green tick | Green tick |
| Суспільне Культура         |         | 01.01.2002   | 576i 16:9 (SDTV) 1080i (HDTV) | suspilne.media/culture | MX-1 MX-7 (тимчасове мовлення) | Green tick | Green tick      | Green tick | Green tick |
| Суспільне Спорт            |         | 14.08.2023   | 576i 16:9 (SDTV) 1080i (HDTV) | suspilne.media/sport   | Ні                             | Green tick | Green tick      | Green tick | Green tick |
| Суспільне Вінниця          |         | 02.1992      | 576i 16:9 (SDTV) 1080i (HDTV) | vn.suspilne.media      | MX-5                           | Ні         | Green tick      | Ні         | Green tick |
| Суспільне Дніпро           |         | 30.04.1958   | 576i 16:9 (SDTV) 1080i (HDTV) | dp.suspilne.media      | MX-5                           | Ні         | Green tick      | Ні         | Green tick |
| Суспільне Донбас           |         | 02.07.1958   | 576i 16:9 (SDTV) 1080i (HDTV) | dn.suspilne.media      | MX-5                           | Ні         | Green tick      | Ні         | Green tick |
| Суспільне Житомир          |         | 04.12.1992   | 576i 16:9 (SDTV) 1080i (HDTV) | zt.suspilne.media      | MX-5                           | Ні         | Green tick      | Ні         | Green tick |
| Суспільне Запоріжжя        |         | 1959         | 576i 16:9 (SDTV) 1080i (HDTV) | zp.suspilne.media      | MX-5                           | Ні         | Green tick      | Ні         | Green tick |
| Суспільне Івано-Франківськ |         | 2013         | 576i 16:9 (SDTV) 1080i (HDTV) | if.suspilne.media      | MX-5                           | Ні         | Green tick      | Ні         | Green tick |
| Суспільне Київ             |         | 12.12.1995   | 576i 16:9 (SDTV) 1080i (HDTV) | central.suspilne.media | MX-5                           | Ні         | Green tick      | Ні         | Green tick |
| Суспільне Крим             |         | 30.11.2010   | 576i 16:9 (SDTV) 1080i (HDTV) | crimea.suspilne.media  | MX-5                           | Ні         | Green tick      | Ні         | Green tick |
| Суспільне Кропивницький    |         | 16.04.1960   | 576i 16:9 (SDTV) 1080i (HDTV) | kr.suspilne.media      | MX-5                           | Ні         | Green tick      | Ні         | Green tick |
| Суспільне Луцьк            |         | 25.11.1991   | 576i 16:9 (SDTV) 1080i (HDTV) | vo.suspilne.media      | MX-5                           | Ні         | Green tick      | Ні         | Green tick |
| Суспільне Львів            |         | 24.12.1957   | 576i 16:9 (SDTV) 1080i (HDTV) | lv.suspilne.media      | MX-5                           | Ні         | Green tick      | Ні         | Green tick |
| Суспільне Миколаїв         |         | 13.12.1959   | 576i 16:9 (SDTV) 1080i (HDTV) | mk.suspilne.media      | MX-5                           | Ні         | Green tick      | Ні         | Green tick |
| Суспільне Одеса            |         | 05.11.1958   | 576i 16:9 (SDTV) 1080i (HDTV) | od.suspilne.media      | MX-5                           | Ні         | Green tick      | Ні         | Green tick |
| Суспільне Полтава          |         | 01.07.1977   | 576i 16:9 (SDTV) 1080i (HDTV) | pl.suspilne.media      | MX-5                           | Ні         | Green tick      | Ні         | Green tick |
| Суспільне Рівне            |         | 08.01.1995   | 576i 16:9 (SDTV) 1080i (HDTV) | rv.suspilne.media      | MX-5                           | Ні         | Green tick      | Ні         | Green tick |
| Суспільне Суми             |         | 1961         | 576i 16:9 (SDTV) 1080i (HDTV) | sm.suspilne.media      | MX-5                           | Ні         | Green tick      | Ні         | Green tick |
| Суспільне Тернопіль        |         | 1940         | 576i 16:9 (SDTV) 1080i (HDTV) | te.suspilne.media      | MX-5                           | Ні         | Green tick      | Ні         | Green tick |
| Суспільне Ужгород          |         | 1968         | 576i 16:9 (SDTV) 1080i (HDTV) | uz.suspilne.media      | MX-5                           | Ні         | Green tick      | Ні         | Green tick |
| Суспільне Харків           |         | 23.02.1951   | 576i 16:9 (SDTV) 1080i (HDTV) | kh.suspilne.media      | MX-5                           | Ні         | Green tick      | Ні         | Green tick |
| Суспільне Херсон           |         | 1961         | 576i 16:9 (SDTV) 1080i (HDTV) | ks.suspilne.media      | MX-5                           | Ні         | Green tick      | Ні         | Green tick |
| Суспільне Хмельницький     |         | 09.1991      | 576i 16:9 (SDTV) 1080i (HDTV) | km.suspilne.media      | MX-5                           | Ні         | Green tick      | Ні         | Green tick |
| Суспільне Черкаси          |         | 1954         | 576i 16:9 (SDTV) 1080i (HDTV) | ck.suspilne.media      | MX-5                           | Ні         | Green tick      | Ні         | Green tick |
| Суспільне Чернівці         |         | 1940         | 576i 16:9 (SDTV) 1080i (HDTV) | cv.suspilne.media      | MX-5                           | Ні         | Green tick      | Ні         | Green tick |
| Суспільне Чернігів         |         | 1991         | 576i 16:9 (SDTV) 1080i (HDTV) | cn.suspilne.media      | MX-5                           | Ні         | Green tick      | Ні         | Green tick |

## Приватні телеканали

### 1+1 Media(Ярослав Пахольчук)
| Телеканал                | Логотип | Дата запуску | Тематика             | Формат мовлення               | Сайт                 | Мережа      | Мережа     | Мережа          | Мережа     | Мережа     |
| Телеканал                | Логотип | Дата запуску | Тематика             | Формат мовлення               | Сайт                 | DVB-T2      | Супутник   | Кабельні мережі | IPTV       | OTT        |
| ------------------------ | ------- | ------------ | -------------------- | ----------------------------- | -------------------- | ----------- | ---------- | --------------- | ---------- | ---------- |
| 1+1                      |         | 03.09.1995   | Загальнонаціональний | 576i 16:9 (SDTV) 1080i (HDTV) | 1plus1.ua            | MX-1        | Green tick | Green tick      | Green tick | Green tick |
| 1+1 Україна              |         | 24.12.2022   | Загальнонаціональний | 576i 16:9 (SDTV) 1080i (HDTV) | 1plus1.ua            | MX-1        | Green tick | Green tick      | Green tick | Green tick |
| 1+1 International        |         | 01.03.2006   | Міжнародний          | 576i 16:9 (SDTV) 1080i (HDTV) | 1plus1.international | Ні          | Green tick | Green tick      | Ні         | Green tick |
| 2+2                      |         | 01.07.2006   | Загальнонаціональний | 576i 16:9 (SDTV) 1080i (HDTV) | 2plus2.ua            | MX-2        | Green tick | Green tick      | Green tick | Green tick |
| 2+2 Марафон              |         | 01.01.2024   | Інформаційний        | 576i 16:9 (SDTV) 1080i (HDTV) |                      | Ні          | Green tick | Ні              | Ні         | Ні         |
| ТЕТ                      |         | 24.01.1992   | Розважальний         | 576i 16:9 (SDTV) 1080i (HDTV) | tet.tv               | MX-2        | Green tick | Green tick      | Green tick | Green tick |
| ПлюсПлюс                 |         | 04.08.2012   | Дитячий              | 576i 16:9 (SDTV) 1080i (HDTV) | plus-plus.tv         | MX-2        | Green tick | Green tick      | Green tick | Green tick |
| Бігуді                   |         | 13.01.2014   | Розважальний         | 576i 16:9 (SDTV) 1080i (HDTV) | bigudi.tv            | MX-1        | Green tick | Green tick      | Green tick | Green tick |
| УНІАН. Серіал            |         | 28.07.2010   | Фільмовий            | 576i 16:9 (SDTV) 1080i (HDTV) | unian.tv             | MX-1        | Green tick | Green tick      | Green tick | Green tick |
| Світ+                    |         | 01.11.2024   | Пізнавальний         | 576i 16:9 (SDTV) 1080i (HDTV) |                      | MX-7        | Green tick | Green tick      | Green tick | Green tick |
| Квартал TV               |         | 08.08.2016   | Розважальний         | 576i 16:9 (SDTV) 1080i (HDTV) |                      | MX-7        | Green tick | Green tick      | Green tick | Green tick |
| Квартал TV International |         | 02.05.2022   | Міжнародний          | 576i 16:9 (SDTV) 1080i (HDTV) |                      | Ні          | Ні         | Ні              | Ні         | Green tick |
| УНІАН-2                  |         |              | Інформаційний        | 576i 16:9 (SDTV) 1080i (HDTV) |                      | MX-7 (план) | Ні         | Ні              | Ні         | Ні         |

### Starlight Media(ВіктортаОлена Пінчуки)
| Телеканал        | Логотип | Дата запуску | Тематика             | Формат мовлення               | Сайт          | Мережа | Мережа     | Мережа          | Мережа     | Мережа     |
| Телеканал        | Логотип | Дата запуску | Тематика             | Формат мовлення               | Сайт          | DVB-T2 | Супутник   | Кабельні мережі | IPTV       | OTT        |
| ---------------- | ------- | ------------ | -------------------- | ----------------------------- | ------------- | ------ | ---------- | --------------- | ---------- | ---------- |
| ICTV             |         | 15.06.1992   | Загальнонаціональний | 576i 16:9 (SDTV) 1080i (HDTV) | ictv.ua       | MX-1   | Green tick | Green tick      | Green tick | Green tick |
| ICTV2            |         | 17.12.2022   | Загальнонаціональний | 576i 16:9 (SDTV) 1080i (HDTV) | ictv.ua/ictv2 | MX-2   | Green tick | Green tick      | Green tick | Green tick |
| ICTV Серіали     |         | 20.04.2024   | Фільмовий            | 576i 16:9 (SDTV) 1080i (HDTV) | ictv.ua       | Ні     | Ні         | Ні              | Ні         | Green tick |
| СТБ              |         | 02.06.1997   | Загальнонаціональний | 576i 16:9 (SDTV) 1080i (HDTV) | stb.ua        | MX-1   | Green tick | Green tick      | Green tick | Green tick |
| Новий канал      |         | 15.07.1998   | Розважальний         | 576i 16:9 (SDTV) 1080i (HDTV) | novy.tv       | MX-2   | Green tick | Green tick      | Green tick | Green tick |
| ОЦЕ ТБ           |         | 01.09.2017   | Розважальний         | 576i 16:9 (SDTV) 1080i (HDTV) | oce-tv.tv     | MX-2   | Green tick | Green tick      | Green tick | Green tick |
| Super+           |         | 02.12.2024   | Розважальний         | 576i 16:9 (SDTV) 1080i (HDTV) |               | MX-1   | Green tick | Green tick      | Green tick | Green tick |
| Твій серіал      |         | 16.10.2023   | Фільмовий            | 576i 16:9 (SDTV) 1080i (HDTV) |               | MX-5   | Green tick | Green tick      | Green tick | Green tick |
| Твоє кіно Хіт    |         | 17.12.2024   | Фільмовий            | 576i 16:9 (SDTV) 1080i (HDTV) |               | Ні     | Ні         | Green tick      | Green tick | Green tick |
| Твоє кіно Action |         | 17.12.2024   | Фільмовий            | 576i 16:9 (SDTV) 1080i (HDTV) |               | Ні     | Ні         | Green tick      | Green tick | Green tick |
| Твоє кіно Relax  |         | 17.12.2024   | Фільмовий            | 576i 16:9 (SDTV) 1080i (HDTV) |               | Ні     | Ні         | Green tick      | Green tick | Green tick |
| Супермама        |         | 01.09.2024   | Розважальний         | 576i 16:9 (SDTV) 1080i (HDTV) |               | Ні     | Ні         | Ні              | Ні         | Green tick |
| M1               |         | 27.12.2001   | Музичний             | 576i 16:9 (SDTV) 1080i (HDTV) | m1.tv         | MX-2   | Green tick | Green tick      | Green tick | Green tick |
| M2               |         | 27.06.2007   | Музичний             | 576i 16:9 (SDTV) 1080i (HDTV) | m2.tv         | Ні     | Green tick | Green tick      | Green tick | Green tick |

### Inter Media Group/Film.UA Group(Сергій Созановський)

#### Inter Media Group
| Телеканал   | Логотип | Дата запуску | Тематика                    | Формат мовлення               | Сайт             | Мережа | Мережа     | Мережа          | Мережа     | Мережа     |
| Телеканал   | Логотип | Дата запуску | Тематика                    | Формат мовлення               | Сайт             | DVB-T2 | Супутник   | Кабельні мережі | IPTV       | OTT        |
| ----------- | ------- | ------------ | --------------------------- | ----------------------------- | ---------------- | ------ | ---------- | --------------- | ---------- | ---------- |
| Інтер       |         | 20.10.1996   | Загальнонаціональний        | 576i 16:9 (SDTV) 1080i (HDTV) | inter.ua         | MX-1   | Green tick | Green tick      | Green tick | Green tick |
| Інтер+      |         | 13.01.2003   | Міжнародний                 | 576i 16:9 (SDTV) 1080i (HDTV) | interplus.ua     | Ні     | Ні         | Green tick      | Green tick | Green tick |
| Zoom        |         | 01.06.2013   | Просвітницько-інформаційний | 576i 16:9 (SDTV) 1080i (HDTV) | zoomtv.ua        | MX-3   | Ні         | Green tick      | Green tick | Green tick |
| НТН         |         | 01.11.2004   | Загальнонаціональний        | 576i 16:9 (SDTV) 1080i (HDTV) | ntn.ua           | MX-2   | Green tick | Green tick      | Green tick | Green tick |
| Enter-фільм |         | 25.02.2002   | Фільмовий                   | 576i 16:9 (SDTV) 1080i (HDTV) | enterfilm.com.ua | MX-3   | Green tick | Green tick      | Green tick | Green tick |
| Піксель TV  |         | 15.04.2012   | Дитячий                     | 576i 16:9 (SDTV) 1080i (HDTV) | pixelua.tv       | MX-3   | Green tick | Green tick      | Green tick | Green tick |
| Мега        |         | 29.03.2010   | Пізнавальний                | 576i 16:9 (SDTV) 1080i (HDTV) | megatv.ua        | MX-2   | Green tick | Green tick      | Green tick | Green tick |
| К1          |         | 20.06.2005   | Розважальний                | 576i 16:9 (SDTV) 1080i (HDTV) | k1.ua            | MX-3   | Green tick | Green tick      | Green tick | Green tick |
| К2          |         | 01.08.2005   | Розважальний                | 576i 16:9 (SDTV) 1080i (HDTV) | k2.ua            | MX-3   | Ні         | Green tick      | Green tick | Green tick |

#### Film.UA Group
| Телеканал   | Логотип | Дата запуску | Тематика     | Формат мовлення               | Сайт          | Мережа | Мережа     | Мережа          | Мережа     | Мережа     |
| Телеканал   | Логотип | Дата запуску | Тематика     | Формат мовлення               | Сайт          | DVB-T2 | Супутник   | Кабельні мережі | IPTV       | OTT        |
| ----------- | ------- | ------------ | ------------ | ----------------------------- | ------------- | ------ | ---------- | --------------- | ---------- | ---------- |
| FilmUADrama |         | 01.10.2015   | Фільмовий    | 576i 16:9 (SDTV) 1080i (HDTV) | drama.film.ua | Ні     | Green tick | Green tick      | Green tick | Green tick |
| FilmUALive  |         | 01.04.2019   | Фільмовий    | 576i 16:9 (SDTV) 1080i (HDTV) |               | Ні     | Green tick | Green tick      | Green tick | Green tick |
| ProKino     |         | 21.08.2023   | Фільмовий    | 576i 16:9 (SDTV) 1080i (HDTV) |               | Ні     | Ні         | Green tick      | Green tick | Green tick |
| Bolt        |         | 10.06.2016   | Фільмовий    | 576i 16:9 (SDTV) 1080i (HDTV) |               | Ні     | Green tick | Green tick      | Green tick | Green tick |
| Світло      |         | 21.08.2023   | Розважальний | 576i 16:9 (SDTV) 1080i (HDTV) | svitlo.tv     | MX-7   | Ні         | Green tick      | Green tick | Green tick |
| Дача        |         | 01.10.2015   | Пізнавальний | 576i 16:9 (SDTV) 1080i (HDTV) |               | Ні     | Ні         | Green tick      | Green tick | Green tick |
| 36,6 TV     |         | 16.11.2018   | Пізнавальний | 576i 16:9 (SDTV) 1080i (HDTV) | 36i6.tv       | Ні     | Ні         | Green tick      | Green tick | Green tick |
| КусКус      |         | 31.10.2019   | Пізнавальний | 576i 16:9 (SDTV) 1080i (HDTV) |               | Ні     | Ні         | Green tick      | Green tick | Green tick |
| U Travel    |         | 17.08.2021   | Пізнавальний | 576i 16:9 (SDTV) 1080i (HDTV) |               | Ні     | Ні         | Green tick      | Green tick | Green tick |

### Volia
| Телеканал      | Логотип | Дата запуску | Тематика  | Формат мовлення               | Сайт | Мережа | Мережа     | Мережа          | Мережа | Мережа     |
| Телеканал      | Логотип | Дата запуску | Тематика  | Формат мовлення               | Сайт | DVB-T2 | Супутник   | Кабельні мережі | IPTV   | OTT        |
| -------------- | ------- | ------------ | --------- | ----------------------------- | ---- | ------ | ---------- | --------------- | ------ | ---------- |
| Cine+          |         | 2014         | Фільмовий | 576i 16:9 (SDTV) 1080i (HDTV) |      | Ні     | Green tick | Volia           | Ні     | Green tick |
| Cine+ Legend   |         | 2014         | Фільмовий | 576i 16:9 (SDTV) 1080i (HDTV) |      | Ні     | Green tick | Volia           | Ні     | Green tick |
| Cine+ Hit      |         | 2016         | Фільмовий | 576i 16:9 (SDTV) 1080i (HDTV) |      | Ні     | Green tick | Volia           | Ні     | Green tick |
| Cine+ Kids     |         |              | Дитячий   | 576i 16:9 (SDTV) 1080i (HDTV) |      | Ні     | Green tick | Volia           | Ні     | Green tick |
| Cine+ Trailers |         |              |           | 576i 16:9 (SDTV) 1080i (HDTV) |      | Ні     | Ні         | Volia           | Ні     | Ні         |

### Рудольф Кірнос та Карина Торрес
| Телеканал     | Логотип | Дата запуску | Тематика  | Формат мовлення               | Сайт | Мережа | Мережа     | Мережа          | Мережа     | Мережа     |
| Телеканал     | Логотип | Дата запуску | Тематика  | Формат мовлення               | Сайт | DVB-T2 | Супутник   | Кабельні мережі | IPTV       | OTT        |
| ------------- | ------- | ------------ | --------- | ----------------------------- | ---- | ------ | ---------- | --------------- | ---------- | ---------- |
| Niki Kids     |         | 15.11.2017   | Дитячий   | 576i 16:9 (SDTV) 1080i (HDTV) |      | Ні     | Green tick | Green tick      | Green tick | Green tick |
| Niki Junior   |         | 15.11.2017   | Дитячий   | 576i 16:9 (SDTV) 1080i (HDTV) |      | Ні     | Green tick | Green tick      | Green tick | Green tick |
| EU Music      |         | 01.06.2000   | Музичний  | 576i 16:9 (SDTV) 1080i (HDTV) |      | Ні     | Ні         | Green tick      | Green tick | Green tick |
| UA Music      |         | 01.01.2023   | Музичний  | 576i 16:9 (SDTV) 1080i (HDTV) |      | Ні     | Ні         | Green tick      | Green tick | Green tick |
| Viva Latino   |         |              | Музичний  | 576i 16:9 (SDTV) 1080i (HDTV) |      | Ні     | Ні         | Green tick      | Green tick | Green tick |
| Black         |         | 15.03.2022   | Музичний  | 576i 16:9 (SDTV) 1080i (HDTV) |      | Ні     | Ні         | Green tick      | Green tick | Green tick |
| 4ever Music   |         | 29.05.2018   | Музичний  | 576i 16:9 (SDTV) 1080i (HDTV) |      | Ні     | Ні         | Green tick      | Green tick | Green tick |
| 4ever Drama   |         | 01.01.2023   | Фільмовий | 576i 16:9 (SDTV) 1080i (HDTV) |      | Ні     | Ні         | Green tick      | Green tick | Green tick |
| 4ever Cinema  |         | 13.05.2022   | Фільмовий | 576i 16:9 (SDTV) 1080i (HDTV) |      | Ні     | Ні         | Green tick      | Green tick | Green tick |
| 4ever Theater |         | 01.01.2023   | Фільмовий | 576i 16:9 (SDTV) 1080i (HDTV) |      | Ні     | Ні         | Green tick      | Green tick | Green tick |

### Володимир Сальнік, Андрій Медвєдь, та Максим Сальнік
| Телеканал | Логотип | Дата запуску | Тематика     | Формат мовлення               | Сайт         | Мережа | Мережа   | Мережа          | Мережа     | Мережа     |
| Телеканал | Логотип | Дата запуску | Тематика     | Формат мовлення               | Сайт         | DVB-T2 | Супутник | Кабельні мережі | IPTV       | OTT        |
| --------- | ------- | ------------ | ------------ | ----------------------------- | ------------ | ------ | -------- | --------------- | ---------- | ---------- |
| Трофей    |         | 08.04.2014   | Пізнавальний | 576i 16:9 (SDTV) 1080i (HDTV) | trofey.tv    | Ні     | Ні       | Green tick      | Green tick | Green tick |
| Терра     |         | 01.05.2016   | Пізнавальний | 576i 16:9 (SDTV) 1080i (HDTV) | terra-tv.com | Ні     | Ні       | Green tick      | Green tick | Green tick |
| 6 соток   |         | 24.01.2022   | Пізнавальний | 576i 16:9 (SDTV) 1080i (HDTV) |              | Ні     | Ні       | Green tick      | Green tick | Green tick |
| Фауна     |         | 08.08.2016   | Пізнавальний | 576i 16:9 (SDTV) 1080i (HDTV) | fauna-tv.com | Ні     | Ні       | Green tick      | Green tick | Green tick |
| Наука     |         | 18.05.2016   | Пізнавальний | 576i 16:9 (SDTV) 1080i (HDTV) | nauka-tv.com | Ні     | Ні       | Green tick      | Green tick | Green tick |

### Поверхность+
| Телеканал      | Логотип | Дата запуску                       | Тематика     | Формат мовлення               | Сайт                  | Мережа     | Мережа     | Мережа          | Мережа     | Мережа     |
| Телеканал      | Логотип | Дата запуску                       | Тематика     | Формат мовлення               | Сайт                  | DVB-T2     | Супутник   | Кабельні мережі | IPTV       | OTT        |
| -------------- | ------- | ---------------------------------- | ------------ | ----------------------------- | --------------------- | ---------- | ---------- | --------------- | ---------- | ---------- |
| Sport 1        |         | 01.12.2005                         | Спортивний   | 576i 16:9 (SDTV) 1080i (HDTV) | http://poverkhnost.tv | Ні         | Ні         | Green tick      | Green tick | Green tick |
| Sport 2        |         | 28.08.2006                         | Спортивний   | 576i 16:9 (SDTV) 1080i (HDTV) | http://poverkhnost.tv | Ні         | Ні         | Green tick      | Green tick | Green tick |
| Sport 3        |         | 24.08.2007 09.02.2023 (перезапуск) | Спортивний   | 576i 16:9 (SDTV) 1080i (HDTV) | http://poverkhnost.tv | Ні         | Ні         | Green tick      | Green tick | Green tick |
| Sport 4        |         | 21.08.2007 09.02.2023 (перезапуск) | Спортивний   | 576i 16:9 (SDTV) 1080i (HDTV) | http://poverkhnost.tv | Ні         | Ні         | Green tick      | Green tick | Green tick |
| Sport 5        |         | 2024                               | Спортивний   | 576i 16:9 (SDTV) 1080i (HDTV) | http://poverkhnost.tv | Ні         | Ні         | Green tick      | Green tick | Green tick |
| Sport 1 Baltic |         |                                    | Спортивний   | 576i 16:9 (SDTV) 1080i (HDTV) | http://poverkhnost.tv | Ні         | Ні         | Green tick      | Green tick | Green tick |
| Sport 2 Baltic |         |                                    | Ні           | 576i 16:9 (SDTV) 1080i (HDTV) | http://poverkhnost.tv | Ні         | Green tick | Green tick      | Green tick |            |
| Kino 1         |         | 2017                               | Фільмовий    | 576i 16:9 (SDTV) 1080i (HDTV) | http://poverkhnost.tv | Ні         | Ні         | Green tick      | Green tick | Green tick |
| Kino 2         |         |                                    | Фільмовий    | 576i 16:9 (SDTV) 1080i (HDTV) | http://poverkhnost.tv | Ні         | Ні         | Green tick      | Green tick | Green tick |
| RAZ 1          |         |                                    | Пізнавальний | 576i 16:9 (SDTV) 1080i (HDTV) | http://poverkhnost.tv | Ні         | Ні         | Green tick      | Green tick | Green tick |
| RAZ 2          |         |                                    | Пізнавальний | 576i 16:9 (SDTV) 1080i (HDTV) | http://poverkhnost.tv | Ні         | Ні         | Green tick      | Green tick | Green tick |
| Соль ТВ        |         |                                    | Пізнавальний | 576i 16:9 (SDTV) 1080i (HDTV) | http://poverkhnost.tv | Ні         | Ні         | Green tick      | Green tick | Green tick |
| Чемодан ТВ     |         |                                    | Пізнавальний | 576i 16:9 (SDTV) 1080i (HDTV) | http://poverkhnost.tv | Ні         | Ні         | Green tick      | Green tick | Green tick |
| Dynamo Kyiv TV |         |                                    | Спортивний   | 576i 16:9 (SDTV) 1080i (HDTV) | http://poverkhnost.tv | Ні         | Ні         | Green tick      | Green tick | Green tick |
| Quiz TV        |         |                                    | Пізнавальний | Ні                            | Ні                    | Green tick | Green tick | Green tick      |            |            |

### Наше медіа
| Телеканал         | Логотип | Дата запуску | Тематика | Формат мовлення               | Сайт         | Мережа | Мережа   | Мережа          | Мережа     | Мережа     |
| Телеканал         | Логотип | Дата запуску | Тематика | Формат мовлення               | Сайт         | DVB-T2 | Супутник | Кабельні мережі | IPTV       | OTT        |
| ----------------- | ------- | ------------ | -------- | ----------------------------- | ------------ | ------ | -------- | --------------- | ---------- | ---------- |
| Наше              |         | 2014         | Музичний | 576i 16:9 (SDTV) 1080i (HDTV) |              | Ні     | Ні       | Green tick      | Green tick | Green tick |
| #НАШЕ Music       |         |              | Музичний | 576i 16:9 (SDTV) 1080i (HDTV) |              | Ні     | Ні       | Green tick      | Green tick | Green tick |
| #НАШЕ Kids        |         |              |          | 576i 16:9 (SDTV) 1080i (HDTV) | Дитячий      | Ні     | Ні       | Green tick      | Green tick | Green tick |
| ЕТНО              |         |              |          | 576i 16:9 (SDTV) 1080i (HDTV) | Пізнавальний | Ні     | Ні       | Green tick      | Green tick | Green tick |
| #НАШЕ HDR         |         |              |          | 576i 16:9 (SDTV) 1080i (HDTV) | Пізнавальний | Ні     | Ні       | Green tick      | Green tick | Green tick |
| Ukrainian Fashion |         |              |          | 576i 16:9 (SDTV) 1080i (HDTV) | Пізнавальний | Ні     | Ні       | Green tick      | Green tick | Green tick |
| Fashion TV        |         |              |          | 576i 16:9 (SDTV) 1080i (HDTV) | Пізнавальний | Ні     | Ні       | Green tick      | Green tick | Green tick |

### Ігор Петренко
| Телеканал     | Логотип | Дата запуску | Тематика             | Формат мовлення               | Сайт         | Мережа | Мережа     | Мережа          | Мережа     | Мережа     |
| Телеканал     | Логотип | Дата запуску | Тематика             | Формат мовлення               | Сайт         | DVB-T2 | Супутник   | Кабельні мережі | IPTV       | OTT        |
| ------------- | ------- | ------------ | -------------------- | ----------------------------- | ------------ | ------ | ---------- | --------------- | ---------- | ---------- |
| Ми — Україна  |         | 18.10.2022   | Інформаційний        | 576i 16:9 (SDTV) 1080i (HDTV) | weukraine.tv | MX-7   | Ні         | Green tick      | Green tick | Green tick |
| Ми — Україна+ |         | 10.02.2024   | Загальнонаціональний | 576i 16:9 (SDTV) 1080i (HDTV) | weuaplus.tv  | MX-2   | Green tick | Green tick      | Green tick | Green tick |

### Державні
| Телеканал | Логотип | Дата запуску                                                                                           | Тематика             | Формат мовлення               | Сайт                 | Мережа | Мережа     | Мережа          | Мережа     | Мережа     |
| Телеканал | Логотип | Дата запуску                                                                                           | Тематика             | Формат мовлення               | Сайт                 | DVB-T2 | Супутник   | Кабельні мережі | IPTV       | OTT        |
| --------- | ------- | --- | -------------------- | ----------------------------- | -------------------- | ------ | ---------- | --------------- | ---------- | ---------- |
| FREEДОМ   |         | 01.10.2015 (перший запуск як телеканал UATV) 01.03.2021 (перезапуск) 29.08.2022 (як телеканал FreeДОМ) | Інформаційний        | 576i 16:9 (SDTV) 1080i (HDTV) | uatv.ua tvfreedom.io | Ні     | Ні         | Green tick      | Green tick | Green tick |
| Дім       |         | 01.03.2020                                                                                             | Загальнонаціональний | 576i 16:9 (SDTV) 1080i (HDTV) | kanaldim.tv          | Ні     | Ні         | Green tick      | Green tick | Green tick |
| Рада      |         | 03.02.2004                                                                                             | Інформаційний        | 576i 16:9 (SDTV) 1080i (HDTV) | tv.rada.gov.ua       | MX-7   | Green tick | Green tick      | Green tick | Green tick |
| Армія TV  |         | 21.04.2023                                                                                             | Військовий           | 576i 16:9 (SDTV) 1080i (HDTV) | armytv.com.ua        | MX-7   | Green tick | Green tick      | Green tick | Green tick |

### Тетяна Вовк
| Телеканал         | Логотип | Дата запуску | Тематика                      | Формат мовлення               | Сайт          | Мережа                                       | Мережа     | Мережа          | Мережа     | Мережа     |
| Телеканал         | Логотип | Дата запуску | Тематика                      | Формат мовлення               | Сайт          | DVB-T2                                       | Супутник   | Кабельні мережі | IPTV       | OTT        |
| ----------------- | ------- | ------------ | ----------------------------- | ----------------------------- | ------------- | -------------------------------------------- | ---------- | --------------- | ---------- | ---------- |
| ECO TV            |         | 01.08.2010   | Пізнавальний                  | 576i 16:9 (SDTV) 1080i (HDTV) | eco-tv.com.ua | 43 ТВК (Київ) (DVB-T)                        | Green tick | Green tick      | Green tick | Green tick |
| Milady Television |         | 01.08.2015   | Спеціалізований з телепродажу | 576i 16:9 (SDTV) 1080i (HDTV) | milady-tv.tv  | 43 ТВК (Київ) (DVB-T), MX-5 (Великий Бурлук) | Green tick | Green tick      | Green tick | Green tick |
| Наталі            |         | 01.01.2018   | Спеціалізований з телепродажу | 576i 16:9 (SDTV) 1080i (HDTV) | natali-tv.tv  | 43 ТВК (Київ) (DVB-T)                        | Green tick | Green tick      | Green tick | Green tick |
| Караван TV        |         | 26.12.2016   | Спеціалізований з телепродажу | 576i 16:9 (SDTV) 1080i (HDTV) | caravan-tv.tv | 41-й ТВК (Київ) (DVB-T)                      | Green tick | Green tick      | Green tick | Green tick |

### Олександр Брикайло, Сергій Лавренюк
| Телеканал | Логотип | Дата запуску | Тематика     | Формат мовлення               | Сайт     | Мережа | Мережа     | Мережа          | Мережа     | Мережа     |
| Телеканал | Логотип | Дата запуску | Тематика     | Формат мовлення               | Сайт     | DVB-T2 | Супутник   | Кабельні мережі | IPTV       | OTT        |
| --------- | ------- | ------------ | ------------ | ----------------------------- | -------- | ------ | ---------- | --------------- | ---------- | ---------- |
| Сонце     |         | 01.02.2013   | Розважальний | 576i 16:9 (SDTV) 1080i (HDTV) | sonce.tv | MX-3   | Green tick | Green tick      | Green tick | Green tick |
| Сонце+    |         | 31.07.2024   | Розважальний | 576i 16:9 (SDTV) 1080i (HDTV) |          | MX-7   | Ні         | Ні              | Ні         | Ні         |

### Володимир Петров
| Телеканал | Логотип | Дата запуску | Тематика      | Формат мовлення               | Сайт | Мережа | Мережа   | Мережа          | Мережа     | Мережа     |
| Телеканал | Логотип | Дата запуску | Тематика      | Формат мовлення               | Сайт | DVB-T2 | Супутник | Кабельні мережі | IPTV       | OTT        |
| --------- | ------- | ------------ | ------------- | ----------------------------- | ---- | ------ | -------- | --------------- | ---------- | ---------- |
| Ісландія  |         | 18.07.2014   | Інформаційний | 576i 16:9 (SDTV) 1080i (HDTV) |      | Ні     | Ні       | Green tick      | Green tick | Green tick |
| Масон ТВ  |         | 28.04.2021   | Пізнавальний  | 576i 16:9 (SDTV) 1080i (HDTV) |      | Ні     | Ні       | Green tick      | Green tick | Green tick |
| Закон ТВ  |         | 28.04.2021   | Пізнавальний  | 576i 16:9 (SDTV) 1080i (HDTV) |      | Ні     | Ні       | Green tick      | Green tick | Green tick |

### Борис Колесніков
| Телеканал | Логотип | Дата запуску | Тематика   | Формат мовлення               | Сайт      | Мережа | Мережа     | Мережа          | Мережа     | Мережа     |
| Телеканал | Логотип | Дата запуску | Тематика   | Формат мовлення               | Сайт      | DVB-T2 | Супутник   | Кабельні мережі | IPTV       | OTT        |
| --------- | ------- | ------------ | ---------- | ----------------------------- | --------- | ------ | ---------- | --------------- | ---------- | ---------- |
| XSPORT    |         | 16.01.2012   | Спортивний | 576i 16:9 (SDTV) 1080i (HDTV) | xsport.ua | MX-3   | Green tick | Green tick      | Green tick | Green tick |
| XSPORT+   |         | 01.07.2021   | Спортивний | 576i 16:9 (SDTV) 1080i (HDTV) | xsport.ua | Ні     | Ні         | Ні              | Ні         | Green tick |

### Вільні медіа
| Телеканал | Логотип | Дата запуску | Тематика      | Формат мовлення               | Сайт   | Мережа | Мережа     | Мережа          | Мережа     | Мережа     |
| Телеканал | Логотип | Дата запуску | Тематика      | Формат мовлення               | Сайт   | DVB-T2 | Супутник   | Кабельні мережі | IPTV       | OTT        |
| --------- | ------- | ------------ | ------------- | ----------------------------- | ------ | ------ | ---------- | --------------- | ---------- | ---------- |
| 5 канал   |         | 01.09.2003   | Інформаційний | 576i 16:9 (SDTV) 1080i (HDTV) | 5.ua   | MX-5   | Green tick | Green tick      | Green tick | Green tick |
| Прямий    |         | 24.08.2017   | Інформаційний | 576i 16:9 (SDTV) 1080i (HDTV) | prm.ua | MX-3   | Green tick | Green tick      | Green tick | Green tick |

### Megogo
| Телеканал    | Логотип | Дата запуску | Тематика   | Формат мовлення               | Сайт | Мережа | Мережа   | Мережа          | Мережа | Мережа |
| Телеканал    | Логотип | Дата запуску | Тематика   | Формат мовлення               | Сайт | DVB-T2 | Супутник | Кабельні мережі | IPTV   | OTT    |
| ------------ | ------- | ------------ | ---------- | ----------------------------- | ---- | ------ | -------- | --------------- | ------ | ------ |
| Megogo Спорт |         | 12.08.2024   | Спортивний | 576i 16:9 (SDTV) 1080i (HDTV) |      | MX-7   | Ні       | Green tick      | Ні     | Megogo |
| Megogo Music |         | 2018         | Музичний   | 576i 16:9 (SDTV) 1080i (HDTV) |      | Ні     | Ні       | Green tick      | Ні     | Megogo |

### Володимир Брославець
| Телеканал   | Логотип | Дата запуску | Тематика     | Формат мовлення               | Сайт           | Мережа        | Мережа     | Мережа          | Мережа     | Мережа     |
| Телеканал   | Логотип | Дата запуску | Тематика     | Формат мовлення               | Сайт           | DVB-T/T2      | Супутник   | Кабельні мережі | IPTV       | OTT        |
| ----------- | ------- | ------------ | ------------ | ----------------------------- | -------------- | ------------- | ---------- | --------------- | ---------- | ---------- |
| Розпакуй TV |         | 24.11.2020   | Телеторгівля | 576i 16:9 (SDTV) 1080i (HDTV) | rozpakuy.com   | MX-2          | Green tick | Green tick      | Green tick | Green tick |
| tvii.tv     |         |              | Телеторгівля | 576i 16:9 (SDTV) 1080i (HDTV) | http://tvii.tv | 43 ТВК (Київ) | Green tick | Ні              | Green tick | Green tick |

## Інші телеканали
| Телеканал             | Логотип | Дата запуску | Тематика                   | Формат мовлення               | Власник                                              | Сайт                   | Мережа                 | Мережа     | Мережа          | Мережа     | Мережа     |
| Телеканал             | Логотип | Дата запуску | Тематика                   | Формат мовлення               | Власник                                              | Сайт                   | DVB-T2                 | Супутник   | Кабельні мережі | IPTV       | OTT        |
| --------------------- | ------- | ------------ | -------------------------- | ----------------------------- | ---------------------------------------------------- | ---------------------- | ---------------------- | ---------- | --------------- | ---------- | ---------- |
| Еспресо TV            |         | 24.11.2013   | Інформаційний              | 576i 16:9 (SDTV) 1080i (HDTV) | Іван Жеваго Лариса Княжицька                         | espreso.tv             | MX-3                   | Green tick | Green tick      | Green tick | Green tick |
| 24 Канал              |         | 01.12.2005   | Інформаційний              | 576i 16:9 (SDTV) 1080i (HDTV) | ТРК «Люкс»                                           | 24tv.ua                | MX-5 Львівська область | Green tick | Green tick      | Green tick | Green tick |
| ПравдаТУТ             |         | 01.09.2014   | Інформаційний              | 576i 16:9 (SDTV) 1080i (HDTV) | Іван Гришин Катерина Гришина                         | tut.media pravdatut.ua | Ні                     | Green tick | Green tick      | Green tick | Green tick |
| Obozrevatel TV        |         | 27.11.2017   | Інформаційний              | 576i 16:9 (SDTV) 1080i (HDTV) | Ростислав Бродський Юрій Бродський Світлана Бродська |                        | Ні                     | Green tick | Green tick      | Green tick | Green tick |
| Конкурент Україна     |         | 05.05.2025   | Загальнонаціональний       | 576i 16:9 (SDTV) 1080i (HDTV) | ТОВ «Контент менемджемент груп»                      | konkurent.tv           | MX-5                   | Green tick | Green tick      | Green tick | Green tick |
| Апостроф TV           |         | 01.06.2020   | Інформаційний              | 576i 16:9 (SDTV) 1080i (HDTV) | Василь Філіпчук                                      | apostrophe.ua/ua/tv    | Ні                     | Green tick | Green tick      | Green tick | Green tick |
| 8 канал               |         | 2007         | Розважально-просвітницький | 576i 16:9 (SDTV) 1080i (HDTV) | Сергій Федорченко                                    | 8channel.ua            | Ні                     | Green tick | Green tick      | Green tick | Green tick |
| Navigator TV          |         |              | Розважальний               | 576i 16:9 (SDTV) 1080i (HDTV) |                                                      |                        | Ні                     | Green tick | Green tick      | Green tick | Green tick |
| Телевсесвіт           |         | 28.07.2008   | Розважальний               | 576i 16:9 (SDTV) 1080i (HDTV) | Владислав Голуб Іван Сливка                          | televsesvit.ua         | Ні                     | Green tick | Green tick      | Green tick | Green tick |
| HDFashion & LifeStyle |         | 30.09.2013   | Розважальний               | 576i 16:9 (SDTV) 1080i (HDTV) |                                                      |                        | Ні                     | Green tick | Green tick      | Green tick | Green tick |
| Перший автомобільний  |         | 05.05.2008   | Пізнавальний               | 576i 16:9 (SDTV) 1080i (HDTV) | Денис Лаврентьєв                                     | 1auto.tv               | Ні                     | Green tick | Green tick      | Green tick | Green tick |
| Сварожичи             |         | 2016         | Пізнавальний               | 576i 16:9 (SDTV) 1080i (HDTV) | Компанія «Горизонт-М»                                |                        | Ні                     | Green tick | Green tick      | Green tick | Green tick |
| Music Box Ukraine     |         | 01.11.2007   | Музичний                   | 576i 16:9 (SDTV) 1080i (HDTV) | Вадим Сойреф Ігор Шапіро Music Box Group             | musicboxtv.pl          | Ні                     | Green tick | Green tick      | Green tick | Green tick |
| MostVideo.TV          |         |              | Спортивний                 | 576i 16:9 (SDTV) 1080i (HDTV) |                                                      | mostvideo.tv           | Ні                     | Green tick | Green tick      | Green tick | Green tick |
| Надія                 |         | 2012         | Релігійно-просвітницький   | 576i 16:9 (SDTV) 1080i (HDTV) |                                                      | hope.ua                | Ні                     | Green tick | Green tick      | Green tick | Green tick |
| CNL Україна           |         |              | Релігійно-просвітницький   | 576i 16:9 (SDTV) 1080i (HDTV) | Рік Реннер                                           |                        | Ні                     | Green tick | Green tick      | Green tick | Green tick |
| Відродження           |         |              | Релігійно-просвітницький   | 576i 16:9 (SDTV) 1080i (HDTV) | Вікторія Мунтян                                      |                        | Ні                     | Green tick | Green tick      | Green tick | Green tick |
| EWTN                  |         |              | Релігій- просвітницький    | 576i 16:9 (SDTV) 1080i (HDTV) |                                                      | ewtn.com               | Ні                     | Green tick | Green tick      | Green tick | Green tick |
| Новий християнський   |         |              | Релігійно-просвітницький   | 576i 16:9 (SDTV) 1080i (HDTV) |                                                      | nc-tv.tv               | Ні                     | Green tick | Green tick      | Green tick | Green tick |
| Beauty Trust Quality  |         |              | Телеторгівля               | 576i 16:9 (SDTV) 1080i (HDTV) | Ірина Сліпич                                         | btq.in.ua              | MX-3 (план)            | Green tick | Green tick      | Green tick | Green tick |
| Sonata TV             |         |              | Телеторгівля               | 576i 16:9 (SDTV) 1080i (HDTV) | Антон Кицюк                                          | sonata.tv              | Ні                     | Green tick | Green tick      | Green tick | Green tick |
| Provence              |         |              | Телеторгівля               | 576i 16:9 (SDTV) 1080i (HDTV) | Наталя Власенко                                      | provence.in.ua         | Ні                     | Green tick | Green tick      | Green tick | Green tick |
| Тюсо                  |         |              | Телеторгівля               | 576i 16:9 (SDTV) 1080i (HDTV) | Віра Симонова                                        | tuso.ua                | MX-3                   | Green tick | Green tick      | Green tick | Green tick |
| Рибалка               |         |              | Пізнавальний               | 576i 16:9 (SDTV) 1080i (HDTV) | Олена Панчук                                         | rybalka.net.ua         | Ні                     | Green tick | Green tick      | Green tick | Green tick |

### Іноземні

#### З наявною україномовною аудіодоріжкою
| Телеканал            | Логотип | Країна          | Тематика      | Формат мовлення               | DVB-T2 | Супутник   | Кабельної мережі | IPTV       | ОТТ        |
| -------------------- | ------- | --------------- | ------------- | ----------------------------- | ------ | ---------- | ---------------- | ---------- | ---------- |
| AMC Ukraine          |         | США             | Розважальний  | 576i 16:9 (SDTV) 1080i (HDTV) | Ні     | Green tick | Green tick       | Green tick | Green tick |
| VOA українською      |         | США             | Інформаційний | 576i 16:9 (SDTV) 1080i (HDTV) | Ні     | Green tick | Green tick       | Green tick | Green tick |
| Nickelodeon Ukraine  |         | США             | Дитячий       | 576i 16:9 (SDTV) 1080i (HDTV) | Ні     | Green tick | Green tick       | Green tick | Green tick |
| DW українською       |         | Німеччина       | Інформаційний | 576i 16:9 (SDTV) 1080i (HDTV) | Ні     | Green tick | Green tick       | Green tick | Green tick |
| BBC News українською |         | Велика Британія | Інформаційний | 576i 16:9 (SDTV) 1080i (HDTV) | Ні     | Green tick | Green tick       | Green tick | Green tick |

#### Частково україномовне мовлення
| Телеканал                         | Логотип | Країна    | Тематика           | Формат мовлення               |
| --------------------------------- | ------- | --------- | ------------------ | ----------------------------- |
| Da Vinci Ukraine                  |         | Німеччина | Науково-популярний | 576i 16:9 (SDTV) 1080i (HDTV) |
| National Geographic               |         | США       | Науково-популярний | 576i 16:9 (SDTV) 1080i (HDTV) |
| Setanta Sports / Setanta Sports + |         | Ірландія  | Спортивний         | 576i 16:9 (SDTV) 1080i (HDTV) |

#### Іноземні, без україномовної аудіодоріжки
| Телеканал       | Логотип | Країна          | Тематика     | Формат мовлення               |
| --------------- | ------- | --------------- | ------------ | ----------------------------- |
| English Club TV |         | Велика Британія | Пізнавальний | 576i 16:9 (SDTV) 1080i (HDTV) |

## Регіональні телеканали

### Муніціпальні, комунальні
| Телеканал       | Логотип | Дата запуску                                       | Місто                 | Формат мовлення                    | Сайт                  | Мережа                                                         | Мережа     | Мережа          | Мережа | Мережа     |
| Телеканал       | Логотип | Дата запуску                                       | Місто                 | Формат мовлення                    | Сайт                  | DVB-T2                                                         | Супутник   | Кабельні мережі | IPTV   | OTT        |
| --------------- | ------- | -------------------------------------------------- | --------------------- | ---------------------------------- | --------------------- | -------------------------------------------------------------- | ---------- | --------------- | ------ | ---------- |
| ВІТА ТБ         |         | Жовтень 1993                                       | Вінниця               | 720p 16:9 (HDTV) 1080i (HDTV)      | vitatv.com.ua         | MX-5                                                           | Ні         | Green tick      | Ні     | Green tick |
| Дніпро TV       |         | 29.03.2016                                         | Дніпро                | 1080i 16:9 (HDTV)                  | dnipro.tv             | Ні                                                             | Ні         | Green tick      | Ні     | Green tick |
| ПТРК            |         | 30.07.1992                                         | Павлоград             | 720p 16:9 (HDTV)                   | ptrk.tv               | MX-5                                                           | Ні         | Green tick      | Ні     | Green tick |
| Рудана          |         | 10.03.1993                                         | Кривий Ріг            | 576i 16:9 (SDTV) 720p (HDTV)       | rudana.com.ua         | MX-5                                                           | Ні         | Green tick      | Ні     | Green tick |
| Info+           |         | 12.01.2025                                         | Ужгород               | 576i 16:9 (SDTV)                   |                       | MX-5                                                           | Ні         | Green tick      | Ні     | Ні         |
| МТМ             |         | Грудень 2005                                       | Запоріжжя             | 1080i 16:9 (HDTV)                  | tvmtm.online          | MX-5                                                           | Ні         | Green tick      | Ні     | Ні         |
| Вежа            |         | 16.11.1999                                         | Івано-Франківськ      | 1080i 16:9 (HDTV) 720p (HDTV)      | vezha.org             | MX-5                                                           | Ні         | Green tick      | Ні     | Ні         |
| Київ TV         |         | 21.08.1995                                         | Київ                  | 576i 16:9 (SDTV) 1080i (HDTV)      | tv.kyiv.media         | MX-5                                                           | Green tick | Green tick      | Ні     | Green tick |
| ТБ Кагарлик     |         | 30.12.1992                                         | Кагарлик              | 576i 4:3 (SDTV)                    |                       | Ні                                                             | Ні         | Green tick      | Ні     | Ні         |
| ТБ Умань        |         | 02.06.2011                                         | Умань                 | 576i 4:3 (SDTV)                    |                       | Ні                                                             | Ні         | Green tick      | Ні     | Ні         |
| ТРС             |         | Миронівка                                          | 576i 4:3 (SDTV)       |                                    | Ні                    | Ні                                                             | Green tick | Ні              | Ні     |            |
| Броди           |         | 12.06.1997                                         | Броди                 | 720p 16:9 (HDTV)                   | trkbrody.com          | MX-5                                                           | Ні         | Green tick      | Ні     | Ні         |
| Броди online    |         |                                                    | Броди                 | 576i 16:9 (SDTV) 720p (HDTV)       |                       | MX-5                                                           | Ні         | Green tick      | Ні     | Ні         |
| Перший Західний |         | 2000 (як телекомпанія) Серпень 2013 (як телеканал) | Львів регіональний    | 1080i 16:9 (HDTV)                  | 1zahid.com            | MX-5                                                           | Ні         | Green tick      | Ні     | Green tick |
| ТРК Март        |         | 08.03.2004                                         | Миколаїв              | 576i 16:9 (SDTV) 1080i (HDTV)      | trkmart.tv            | MX-5                                                           | Ні         | Green tick      | Ні     | Ні         |
| Слобожанка      |         |                                                    | Чугуїв                | 576i 4:3 (SDTV)                    |                       | Ні                                                             | Ні         | Green tick      | Ні     | Green tick |
| ТРК МІСТО       |         |                                                    | Хмельницький          | 720p 16:9 (HDTV)                   | mistotv.com           | MX-5 47 ТВК (Хмельницький) 48 ТВК (Волочиськ) 48 ТВК (Городок) | Ні         | Green tick      | Ні     | Green tick |
| Like TV         |         | 16.04.2017                                         | Шепетівка             | 576i 4:3 (SDTV) (Letterbox) (16:9) | like-tv.com.ua        | 40 ТВК (Шепетівка)                                             | Ні         | Green tick      | Ні     | Ні         |
| КтркП           |         |                                                    | Кам'янець-Подільський | 720p 16:9 (HDTV)                   |                       | MX-5                                                           | Ні         | Green tick      | Ні     | Ні         |
| АТ              |         |                                                    | Тальне                | 576i 16:9 (SDTV)                   |                       |                                                                |            |                 |        |            |
| 41 Прилуки      |         | 30.01.1996                                         | Прилуки               | 576i 16:9 (SDTV)                   | kptkpriluki.cg.gov.ua | MX-5                                                           | Ні         | Green tick      | Ні     | Ні         |

### Автономна Республіка КримтаСевастополь
Тимчасово окуповані території України. Деякі канали були закриті або перейменовані окупаційною владою при перереєстрації згідно законодавства РФ.
- ATR (HD) сайт
- Чорноморська ТРК (HD) сайт
- ТРК Крим/Перший Кримський[6]
- ТРК Бриз (Севастополь) офіційний сайт
- Інформаційний канал Севастополь (Севастополь)[7] офіційний сайт; раніше мовив під брендом СТВ)
- 11-й канал (Джанкой)
- НК Севастополь (Севастополь)
- НТС (Севастополь)
- TBFM 1
- ИТВ
- TBFM 2 (Красноперекопськ)
- С (Свобода) (Первомайське)
- Моріон (Євпаторія)
- Ніка (Артемівка)
- Керч (Керч)
- СК (Армянськ)
- Орфей (Леніне)
- ТВ FM (Сімферополь)
- Кримський кабельний канал (Феодосія)
- Ялта ТВ

### Вінницька область
- Вінниччина

### Волинська область
- Аверс[8]
- Конкурент TV
- 12 Канал[9]

### Дніпропетровська область
- D1 (Дніпро)
- 11 канал
- УНІАН. Дніпро
- Відкритий
- 9-й канал
- МСТ (Марганець)
- Nobel TV[10] (Дніпро)
- іРТ[11] (Дніпро)
- Телекомпанія «Жовта Річка» (Жовті Води)
- Перший міський[12] (Кривий Ріг)

### Донецька область
- ТРК-8 (Торецьк)
- Орбіта (Покровськ)
- С-Плюс (Краматорськ)

### Житомирська область
- СК1 (Житомир) (HD)

### Закарпатська область
- М-Студіо[13] (Мукачево)
- ТРК «Даніо» (21-й канал)[14] (Ужгород) (16:9)
- РТК Хуст (Хуст)
- ПП "ТРК «Перший кабельний»[15] (Ужгород)
- Si Sirius (Мукачево) (4:3)

### Запорізька область
- УНІАН. Запоріжжя

### Івано-Франківська область
- РАІ[16] (HD) (Івано-Франківськ)
- Надвірна-ТБ
- Снятин
- Галичина TV (Івано-Франківськ) (HD)
- НТК[17] (HD) (Коломия)
- 3-студія (Івано-Франківськ)
- КМТ (Калуш)
- Незалежність (Калуш)

### Київська область
- Авіс (Макарів)
- ТРК «Крокус»[18] (Біла Церква)
- Альта (Переяслав)

### Кіровоградська область
- TTV
- ТВ-Стимул (Кропивницький)

### Луганська область
- ІРТА
- СТВ (Сєвєродонецьк)
- Акцент (Лисичанськ)
- Fire Music TV

### Львівська область
- НТА (Львів) (HD)
- Телефакт (Самбір)
- ТРТ (Трускавець)
- ПравдаТУТ Львів (HD)

### Миколаївська область
- 35-й канал (Миколаїв)

### Одеська область
- ТРК «Академія[19]»
- Репортер[20]
- Третий цифровой
- Odesa.live
- А1[21]
- Южная Волна[22]
- Думская.TV[23] (HD)
- Інший[24]
- MediaІнформ[25]
- Б.І.К. (Балта)
- PLUS
- Град
- ТБ-Ізмаїл
- Овіс TV (Овідіополь)
- 7 канал[26] (Одеса) (HD)
- 1 Первый городской[27]
- ТІС[28]
- Здоровье[29]
- Одеса[30]

### Полтавська область
- PTV Полтавське телебачення
- Візит (Кременчук)
- ТРК «ГОК»[31] (Горішні Плавні)
- Місто+

### Рівненська область
- Рівне 1[32] (HD)
- ITV (Рівне) (HD)
- Сфера ТВ (Рівне) (HD)

### Сумська область
- ТРК «Відікон» (Суми)
- МАШtv (Суми)
- ТРК «Пульсар»[33] (Охтирка)
- ATV (Суми)
- ТКС[34] (Шостка)
- Відікон (Суми)

### Тернопільська область
- TV-4 (Тернопіль)
- ІНТБ (Тернопіль)
- Тернопіль 1 (Тернопіль) (HD)

### Харківська область[35]
- ТРК «СИАТ» (Ізюм)[35]
- 7 канал (Харків)
- А/ТВК (Харків)
- УНІАН. Харків
- Сварожичи (Первомайський)
- Simon (Харків)
- Р1 (Харків)
- Надія[36] (Первомайський)

### Херсонська область
- Телеканал «KRATU»[37]
- Херсон Плюс[38]

### Хмельницька область
- Перший Подільський (Городок)
- 4ГТБ (Городок)
- ПЦ «Ексклюзив» (Хмельницький)
- 33 канал[39] (Хмельницький)
- ТВ7+ (Хмельницький)

### Черкаська область
- ANTENNA (Черкаси, Сміла)
- Вікка (Черкаси)

### Чернівецька область
- Чернівецький промінь[40] (HD)
- TVA[41] (HD)
- C4 (HD)
- Місто ТБ (4:3)

### Чернігівська область
- Телекомпанія «Дитинець»
- ТРА «Новий Чернігів»[42] (Чернігів)
- ТРК «Обрій» (Бобровиця)
- ТРК «ТІМ»[43] (Прилуки)

## Закриті та зниклі телеканали

### Медіа Група Україна(Рінат Ахметов)
| Телеканал  | Логотип | Дата запуску | Дата закриття | Причина закриття                                 | Тематика             | Формат мовлення               | Мережа                                 | Попередні мовники |
| ---------- | ------- | ------------ | ------------- | ------------------------------------------------ | -------------------- | ----------------------------- | -------------------------------------- | ----------------- |
| Україна    |         | 13.03.1993   | 22.07.2022    | Вихід материнської компанії «SCM» з медіабізнесу | Загальнонаціональний | 576i 16:9 (SDTV) 1080i (HDTV) | MX-1 Кабельні мережі Супутник OTT IPTV |                   |
| Україна 24 |         | 02.12.2019   | 22.07.2022    | Вихід материнської компанії «SCM» з медіабізнесу | Інформаційний        | 576i 16:9 (SDTV) 1080i (HDTV) | MX-2 Кабельні мережі Супутник OTT IPTV | Ескулап TV        |
| НЛО TV     |         | 07.02.2012   | 22.07.2022    | Вихід материнської компанії «SCM» з медіабізнесу | Розважальний         | 576i 16:9 (SDTV) 1080i (HDTV) | MX-2 Кабельні мережі Супутник OTT IPTV |                   |
| Індиго TV  |         | 20.10.2014   | 22.07.2022    | Вихід материнської компанії «SCM» з медіабізнесу | Розважальний         | 576i 16:9 (SDTV) 1080i (HDTV) | MX-5 Кабельні мережі Супутник OTT IPTV | Кіноточка         |
| Футбол 1   |         | 18.11.2008   | 22.07.2022    | Вихід материнської компанії «SCM» з медіабізнесу | Спортивний           | 576i 16:9 (SDTV) 1080i (HDTV) | Кабельні мережі Супутник OTT IPTV      |                   |
| Футбол 2   |         | 01.03.2011   | 22.07.2022    | Вихід материнської компанії «SCM» з медіабізнесу | Спортивний           | 576i 16:9 (SDTV) 1080i (HDTV) | Кабельні мережі Супутник OTT IPTV      |                   |
| Футбол 3   |         | 20.01.2020   | 22.07.2022    | Вихід материнської компанії «SCM» з медіабізнесу | Спортивний           | 576i 16:9 (SDTV) 1080i (HDTV) | Кабельні мережі Супутник OTT IPTV      |                   |

#### Регіональні
| Телеканал | Логотип | Регіон                        | Дата запуску | Дата закриття | Причина закриття                                 | Формат мовлення               | Мережа                        |
| --------- | ------- | ----------------------------- | ------------ | ------------- | ------------------------------------------------ | ----------------------------- | ----------------------------- |
| 34 канал  |         | Дніпропетровська область      | 25.10.1993   | 22.07.2022    | Вихід материнської компанії «SCM» з медіабізнесу | 576i 16:9 (SDTV) 1080i (HDTV) | MX-5 Кабельні мережі OTT IPTV |
| TV5       |         | Запорізька область            | 02.01.1994   | 22.07.2022    | Вихід материнської компанії «SCM» з медіабізнесу | 576i 16:9 (SDTV) 1080i (HDTV) | MX-5 Кабельні мережі OTT IPTV |
| Донбас    |         | Донецька та Луганська область | 09.11.2009   | 22.07.2022    | Вихід материнської компанії «SCM» з медіабізнесу | 576i 16:9 (SDTV) 1080i (HDTV) | MX-5 Кабельні мережі OTT IPTV |
| Сігма     |         | Маріуполь, Донецька область   | 19.05.1992   | 22.07.2022    | Вихід материнської компанії «SCM» з медіабізнесу | 576i 16:9 (SDTV) 1080i (HDTV) | MX-5 Кабельні мережі OTT IPTV |

#### Міжнародні
| Телеканал | Логотип | Дата запуску | Дата закриття | Причина закриття                                            | Тематика             | Формат мовлення               | Мережа   |
| --------- | ------- | ------------ | ------------- | ----------------------------------------------------------- | -------------------- | ----------------------------- | -------- |
| Ukraine 1 |         | 12.2018      | 2024          | Невідома, але ймовірно на "автопілоті" передачі закінчились | Загальнонаціональний | 576i 16:9 (SDTV) 1080i (HDTV) | Супутник |
| Ukraine 2 |         | 12.2018      | 2024          | Невідома, але ймовірно на "автопілоті" передачі закінчились | Загальнонаціональний | 576i 16:9 (SDTV) 1080i (HDTV) | Супутник |
| NLO TV 1  |         | 12.2018      | 2024          | Невідома, але ймовірно на "автопілоті" передачі закінчились | Розважальний         | 576i 16:9 (SDTV) 1080i (HDTV) | Супутник |
| NLO TV 2  |         | 12.2018      | 2024          | Невідома, але ймовірно на "автопілоті" передачі закінчились | Розважальний         | 576i 16:9 (SDTV) 1080i (HDTV) | Супутник |

#### Закриті
| Телеканал  | Логотип | Дата запуску | Дата закриття | Причина закриття | Тематика             | Формат мовлення               | Мережа               |
| ---------- | ------- | ------------ | ------------- | ---------------- | -------------------- | ----------------------------- | -------------------- |
| Ескулап TV |         | 07.08.2012   | 02.12.2019    | Ребрендинг       | Медично-пізнавальний | 576i 16:9 (SDTV) 1080i (HDTV) | MX-5 Кабельні мережі |
| Кіноточка  |         | 07.02.2012   | 20.10.2014    | Ребрендинг       | Фільмовий            | 576i 16:9 (SDTV) 1080i (HDTV) | MX-2 Кабельні мережі |

### Медіахолдинг Новини(Тарас Козак)
| Телеканал   | Логотип | Дата запуску | Дата закриття | Причина закриття | Тематика      | Формат мовлення               | Мережа                                 |
| ----------- | ------- | ------------ | ------------- | --- | ------------- | ----------------------------- | -------------------------------------- |
| ZIK         |         | 01.09.2010   | 26.02.2021    | Підписання Президентом України Указу № 43/2021, яким увів у дію рішення РНБО від 02.02.2021 «Про застосування персональних спеціальних економічних та інших обмежувальних заходів (санкцій)» (кабельне та супутникове мовлення) | Інформаційний | 576i 16:9 (SDTV) 1080i (HDTV) | MX-3 Кабельні мережі Супутник OTT IPTV |
| 112 Україна |         | 26.11.2013   | 26.02.2021    | Підписання Президентом України Указу № 43/2021, яким увів у дію рішення РНБО від 02.02.2021 «Про застосування персональних спеціальних економічних та інших обмежувальних заходів (санкцій)» (кабельне та супутникове мовлення) | Інформаційний | 576i 16:9 (SDTV) 1080i (HDTV) | MX-5 Кабельні мережі Супутник OTT IPTV |
| NewsOne     |         | 17.12.2005   | 26.02.2021    | Підписання Президентом України Указу № 43/2021, яким увів у дію рішення РНБО від 02.02.2021 «Про застосування персональних спеціальних економічних та інших обмежувальних заходів (санкцій)» (кабельне та супутникове мовлення) | Інформаційний | 576i 16:9 (SDTV) 1080i (HDTV) | Кабельні мережі Супутник OTT IPTV      |

### Всеукраїнські
| Телеканал                            | Дата запуску                                                                                           | Дата закриття                                                    | Причина закриття |
| ------------------------------------ | --- | ---------------------------------------------------------------- | --- |
| Гравіс-7                             | 19.04.1993 (як студія програм) Липень 1993 (як окрема ТРК)                                             | 01.07.2006                                                       | Купівля холдингом «Central European Media Enterprises» (CME) і каналом «1+1» ТОВ «Гравіс» та ребрендинг телеканалів в кіно-серіальний «Кіно» і столичний «СіТі»                                                |
| Гравіс (35 канал)                    | Січень 1994                                                                                            | 01.12.2006                                                       | Купівля холдингом «Central European Media Enterprises» (CME) і каналом «1+1» ТОВ «Гравіс» та ребрендинг телеканалів в кіно-серіальний «Кіно» і столичний «СіТі»                                                |
| НТУ                                  | 08.11.1993                                                                                             | 11.06.2001                                                       | Неуплата мовлення |
| КТМ                                  | 22.12.1997                                                                                             | 20.06.2005                                                       | Ребрендинг в К1 |
| Мегаспорт                            | 30.05.2005                                                                                             | 29.03.2010                                                       | Ребрендинг в Мега |
| Мост                                 | |                                                                  | Припинено |
| НАРТ                                 | 10.01.1996                                                                                             | 21.06.2002                                                       | Непродовження ліцензії |
| НБМ                                  | 1995 (Чернівці) серпень 2002 (Київ, кабельні мережі) лютий 2003 (Київ, етерне та супутникове мовлення) | 01.09.2003                                                       | Ребрендинг в 5 канал |
| World Music TV                       | |                                                                  | |
| УТ-2                                 | 01.01.1992                                                                                             | 05.09.2004                                                       | Надання телеканалу «1+1» ліцензії на цілодобове мовлення |
| УТ-3                                 | 26.09.1992                                                                                             | 14.08.1995                                                       | Надання усього ефіру телеканалу УТ-2 |
| Ютар                                 | жовтень 1991 (32 канал) 29.06.1992 (37 канал)                                                          | січень 1992 (32 канал) 20 червня 2002 (37 канал)                 | |
| First Sport Ukraine                  | |                                                                  | Припинено |
| IVK                                  | 1996                                                                                                   | 01.08.2005                                                       | Ребрендинг в К2 |
| TV Табачук                           | 26.02.1996 (7 канал) 20.06.2002 (37 канал)                                                             | 20.06.2002 (7 канал) 01.11.2004 (37 канал)                       | Продаж телекомпанії та ребрендинг в «НТН» |
| Кіно                                 | 01.07.2006                                                                                             | 30.08.2010                                                       | Ребрендинг в канал 2+2 |
| Enter-music                          | 01.06.2001                                                                                             | 15.04.2012                                                       | Падіння популярності музичних телеканалів, ребрендинг в Піксель TV |
| Мегапол                              | 01.06.1991                                                                                             | 01.02.1993                                                       | Створення продакшн-студії |
| Заграва                              | Січень 1997                                                                                            | 20.06.2002                                                       | Непродовження ліцензії |
| Купол                                | 1996                                                                                                   | 22.02.2012                                                       | Купівля холдингом «UBG» та ребрендинг в «Business Kyiv» |
| Smash!TV                             | 01.09.2007                                                                                             | 06.10.2009                                                       | Виникнення фінансових труднощів телекомпанії "Поверхность+", несплата сигналу телеканалу "Smash!TV" на супутнику "Eutelsat W4"                                                                                 |
| Ялтинський голос                     | |                                                                  | Припинено |
| People TV                            | 01.08.2008                                                                                             | 01.11.2009                                                       | Припинено |
| Тур-Бюро                             | 01.11.2008                                                                                             | 19.04.2010                                                       | Припинено |
| R-TV                                 | 01.11.2008                                                                                             | 18.04.2013                                                       | Припинено |
| Новий Дім                            | 11.09.2008                                                                                             | 2009                                                             | Припинено |
| Design TV                            | 2008                                                                                                   | 2009                                                             | Низькі рейтинги, Банкрутство |
| Amore TV                             | |                                                                  | Припинено |
| Ірта Плюс                            | |                                                                  | Припинено |
| УНТ Медіа                            | 16.04.2011                                                                                             | 20.08.2011                                                       | Припинено |
| УНТ Студент                          | |                                                                  | Припинено |
| УНТ Піар                             | |                                                                  | Припинено |
| УНТ                                  | 01.07.2010                                                                                             | 2012                                                             | Припинено |
| Світ                                 | 2008                                                                                                   | 2013                                                             | Припинено |
| Міжнародний слов'янський канал (SCI) | 14.12.1994 (експериментальне мовлення) 12.09.2008 (регулярна трансляція)                               | Травень 1995 (експериментальне мовлення) Грудень 2013            | Брак коштів |
| HD 2                                 | 21.05.2008                                                                                             | 20.08.2008                                                       | Фінансові труднощі |
| Спорт-HD                             | 29.08.2007                                                                                             | 17.08.2010                                                       | Виникнення фінансових труднощів телекомпанії "Поверхность+", несплата сигналу телеканалу "Спорт-HD" на супутнику "Eutelsat W4"                                                                                 |
| Music HD                             | 21.04.2009                                                                                             | 16.12.2009                                                       | Припинено |
| Контакт (Хмельницький)               | 2001                                                                                                   | 26.03.2009                                                       | Національна рада з питань телебачення та радіомовлення у зв'язку з закінченням терміну дії ліцензії |
| НТТ (Хмельницький)                   | 2004                                                                                                   | 26.03.2009                                                       | Припинено |
| IDEA Premium Channel                 | 01.09.2011                                                                                             |                                                                  | Припинено |
| Disney Channel Ukraine               | 10.08.2010                                                                                             | 01.01.2013                                                       | Припинено |
| СіТі                                 | 01.12.2006                                                                                             | 04.08.2012                                                       | Ребрендинг в ПлюсПлюс |
| ОК                                   | 06.02.2007 (як "ОСК") 06.02.2008 (як "ОК")                                                             | 31.12.2012                                                       | Припинено |
| MTV Україна                          | 24.08.2007                                                                                             | 31.05.2013                                                       | Ребрендинг в Zoom |
| Хокей                                | 22.01.2012                                                                                             | 09.06.2013                                                       | Ребрендинг XSPORT |
| Світ                                 | 2008                                                                                                   | 2013                                                             | Припинено |
| Ц ТВ                                 | |                                                                  | Припинено |
| МТРК Вибір                           | |                                                                  | Припинено |
| 2Т                                   | 29.01.2008                                                                                             | 30.01.2013                                                       | Припинено |
| TBinfo                               | 17.03.2008                                                                                             | 13.06.2019                                                       | Анулювання ліцензії на мовлення |
| BIZ-TV                               | 1995 (як студія) 31 травня 2007 (як телеканал)                                                         | 23.01.2016                                                       | Припинено |
| Погода ТБ                            | 01.02.2010                                                                                             | 04.11.2013                                                       | Продаж частот телеканалу «Business» |
| Star TV                              | 29.05.2007                                                                                             | 01.01.2014                                                       | Об'єднання двох музичних телеканалів «Star TV» та «A-One» в єдиний музично-розважальний канал |
| КіКо                                 | 2008                                                                                                   | 2013                                                             | Припинено |
| Real TV Estate                       | 01.02.2008                                                                                             | 13.01.2014                                                       | Придбання телеканалу медіахолдингом «1+1 Media». Заміна на «2+2» у цифровому ефірі DVB-T2. Ребрендинг у телеканал «Бігуді»                                                                                     |
| Z-TV                                 | 11.06.2012                                                                                             | 2013                                                             | 19.06.2012: Поєднання проблеми з тестовим мовленням 2013 года: Невідомо |
| Меню-ТВ                              | 01.06.2007                                                                                             | 01.07.2014                                                       | Фінансова неуспішність (дохід від телереклами на каналі впав) |
| Jewish News One                      | 21.09.2011                                                                                             | 25.04.2014                                                       | Припинено |
| Ukrainian News One                   | 25.04.2014                                                                                             | 12.06.2014                                                       | Припинено |
| Моя дитина                           | 15.11.2011                                                                                             | 17.07.2014                                                       | Припинено |
| TV Sale Україна                      | |                                                                  | Припинено |
| Кіноточка                            | 06.02.2012                                                                                             | 20.10.2014                                                       | Ребрендинг в Індиго TV |
| Goldberry                            | 01.12.2008                                                                                             | 09.10.2014                                                       | Купівля телеканалу «Goldberry» та запуск на його частотах «Еспресо TV» |
| ОЕ                                   | 10.02.1992                                                                                             | 01.06.2015                                                       | Припинено |
| Xtra TV Інфоканал                    | 2011                                                                                                   |                                                                  | Продаж супутникового оператора Xtra TV |
| Viasat Promo                         | |                                                                  | Припинено |
| Free TV                              | |                                                                  | Припинено |
| Football i kino                      | |                                                                  | Припинено |
| Kino Classica                        | |                                                                  | Припинено |
| Kino News                            | |                                                                  | Припинено |
| Kinolux                              | |                                                                  | Припинено |
| Xtra Kino                            | |                                                                  | Припинено |
| БТБ                                  | 25.04.2012                                                                                             | 01.08.2015                                                       | Припинено |
| УТР                                  | 01.03.2003                                                                                             | 01.10.2015                                                       | Створення на його місці телеканалу «UA\|TV» |
| Ukraine Today                        | 24.08.2014                                                                                             | 01.04.2016                                                       | Припинено |
| Dobro TV                             | 01.01.2012                                                                                             | 03.10.2016                                                       | Купівля телеканалу «Dobro TV» та запуск на його частотах інформаційного каналу «ZIK» |
| UBR                                  | 02.03.2009                                                                                             | 01.01.2017                                                       | Анулювання ліцензії |
| Планета ТБ                           | 22.01.2008                                                                                             | 27.09.2016                                                       | Припинено |
| Право TV                             | 2012                                                                                                   | 2016                                                             | Ребрендинг |
| Gамма                                | 26.12.2006                                                                                             | 01.02.2017                                                       | Фінансові проблеми |
| 3S.TV                                | 01.09.2015                                                                                             | 01.03.2017                                                       | Фінансові проблеми |
| Гумор ТБ/Бабай ТБ                    | 01.11.2008                                                                                             | 07.04.2017                                                       | Припинено |
| ТРК Шанс                             | 2001                                                                                                   | 15.04.2017                                                       | Об'єднання |
| Euronews Україна                     | 16.11.2009                                                                                             | 21.05.2017                                                       | Припинено |
| Ера                                  | 01.01.1999 (як телекомпанія) 24.12.2001 (як телеканал)                                                 | 01.08.2017                                                       | Борги перед Концерном PРТ |
| UA: Перший Ukraine                   | 30.11.2010                                                                                             | 01.01.2017                                                       | Ребрендинг |
| A-One Україна                        | 15.10.2008                                                                                             | 25.07.2017                                                       | Припинено |
| Business                             | 01.09.2007                                                                                             | 01.08.2017                                                       | Припинено |
| Тоніс                                | 1989                                                                                                   | 24.08.2017                                                       | Купівля телеканалу та запуск на його частотах нового каналу «Прямий» |
| QTV                                  | 01.09.2008                                                                                             | 01.09.2017                                                       | Відхід рекламодавців, ребрендинг в ОЦЕ ТБ |
| Ukrainian Fashion                    | 01.12.2011                                                                                             | 22.04.2013                                                       | Ребрендинг |
| Pro BCE                              | 2007                                                                                                   | 23.11.2017                                                       | Ребрендинг в 8 канал |
| Zalp TV                              | 2017                                                                                                   | 2017                                                             | Припинено |
| FilmUAction                          | 14.05.2016                                                                                             | 30.12.2017                                                       | Припинено |
| RTI                                  | 01.06.2015                                                                                             | 25.03.2018                                                       | Ребрендинг в 4 канал |
| 100+                                 | 01.06.2013                                                                                             | 06.08.2018                                                       | Продаж ТОВ «ТРК „Купол“» новим власникам |
| Shopping TV                          | 23.05.2008                                                                                             | 01.01.2018                                                       | Не було сплачено ліцензійного збору, внаслідок чого ліцензіат втратив супутникову ліцензію на мовлення в Україні                                                                                               |
| Репетитор ТБ                         | 2016                                                                                                   | 02.2017                                                          | Припинено |
| Maxxi TV                             | 01.09.2007                                                                                             | 07.11.2018                                                       | Ребрендинг в НАШ |
| ТВі                                  | 17.03.2008                                                                                             | 13.06.2019                                                       | Анулювання ліцензії на мовлення |
| КС (Славута)                         | Березень 1998                                                                                          | 19.11.2019                                                       | Телеканал припинив мовлення. Майже 30 років у ефірі |
| Odessa Fashion Channel               | 23.04.2013                                                                                             | 31.07.2018                                                       | Ребрендинг |
| Ескулап TV                           | 07.08.2012                                                                                             | 02.12.2019                                                       | Ребрендинг в Україна 24 |
| RABINOVICH TV                        | 01.08.2013 14.01.2019                                                                                  | 05.2014 09.08.2020                                               | Ребрендинг в Live |
| Всі новини                           | 04.09.2013                                                                                             | 30.10.2019                                                       | Припинено |
| GTV                                  | | 02.09.2020                                                       | Ребрендинг |
| Ритм TV                              | 14.10.2013                                                                                             | 2020                                                             | Ребрендинг |
| Hromadske                            | 22.02.2013                                                                                             | 01.02.2020 (супутникове мовлення) 14.12.2020 (кабельне мовлення) | Припинено |
| КРТ                                  | 26.04.2003                                                                                             | 21.08.2020                                                       | Анулювання ліцензії та попередження Національною радою з питань телебачення і радіомовлення |
| Spike                                | 01.08.2018                                                                                             | 01.06.2021                                                       | Припинено |
| Вінтаж ТВ                            | 07.08.2012                                                                                             | 19.07.2021 (DVB-T2) 20.08.2021 (супутник)                        | Продаж цифрової ефірної ліцензії ТОВ «Корона Санрайс» і запуск «4 каналу» (19 липня 2021) (DVB-T2) Продаж супутникової ліцензії ТОВ «ТРК „Вінтаж ТВ“» і створення телеканалу «UNC» (20 серпня 2021) (супутник) |
| UkrLive                              | 01.11.2019                                                                                             | 27.03.2022                                                       | Підписання Президентом України Указу № 684/2021, яким увів у дію рішення РНБО від 28.12.2021 року «Про застосування персональних спеціальних економічних та інших обмежувальних заходів (санкцій)»             |
| Перший незалежний                    | 01.11.2019                                                                                             | 24.02.2022                                                       | Підписання Президентом України Указу № 684/2021, яким увів у дію рішення РНБО від 28.12.2021 року «Про застосування персональних спеціальних економічних та інших обмежувальних заходів (санкцій)»             |
| НАШ                                  | 19.11.2018                                                                                             | 24.02.2022                                                       | Поширення фейків, указ президента № 52/2022, рішення РНБО від 11.02.2022 «Про застосування персональних санкцій»                                                                                               |
| ЧП.INFO                              | 14.04.2008                                                                                             | 24.02.2022                                                       | Припинено |
| Boutique TV                          | 15.11.2012                                                                                             | 24.02.2022                                                       | Припинено |
| O-TV                                 | 24.04.1998                                                                                             | 04.04.2022                                                       | Припинено |
| Зоряний                              | 03.02.2020                                                                                             | 29.05.2022                                                       | Припинено |
| Глас                                 | 26.03.2005                                                                                             | 01.06.2022                                                       | Припинено |
| Live                                 | 09.08.2020                                                                                             | 15.07.2022                                                       | Припинено |
| Типовий Київ                         | 10.08.2021                                                                                             | 15.07.2022                                                       | Припинено |
| Odesa.live                           | 02.09.2020                                                                                             | 15.07.2022                                                       | Припинено |
| MostVideo TV                         | |                                                                  | Припинено |
| 4 канал                              | 26.03.2018                                                                                             | 04.11.2022                                                       | Припинено |
| ICTV Ukraine                         | 16.03.2020                                                                                             | 17.12.2022                                                       | Ребрендинг в ICTV2 |
| Перший діловий                       | 20.11.2006                                                                                             | 01.02.2023                                                       | Припинено |
| UNC                                  | 20.08.2021                                                                                             | 02.02.2023                                                       | Припинено |
| Nickelodeon Ukraine Pluto TV         | 01.04.2022                                                                                             | 30.06.2023                                                       | Припинено |
| Малятко TV                           | 01.08.2009                                                                                             | 01.07.2023                                                       | Неспроможність каналу сплачувати за трансляцію |
| Epoque                               | 01.04.2016                                                                                             | 20.08.2023                                                       | Ребрендинг в Світло |
| CNL Україна                          | 10.11.2007                                                                                             | 2024                                                             | Припинено |
| Суспільне Новини                     | 21.11.2022                                                                                             | 19.07.2024                                                       | Відновлення самостійного мовлення телеканалу Перший 21 травня 2024 року |
| ТАК TV                               | 01.01.2022                                                                                             | 04.11.2024                                                       | Фінансові проблеми |
| Comedy Central Україна               | 22.11.2017                                                                                             | 01.01.2025                                                       | Втрата глядацького рейтингу |
| Star Family                          | 15.03.2017                                                                                             | 23.06.2025                                                       | Запровадження санкції проти Влада Ряшина |

## Вікова класифікація
Фільми, трансльовані на багатьох українських телеканалах, поділяються на три вікові категорії:
1. 0+, без вікових обмежень (цілодобово)
2. 12+ і 16+, перегляд неповнолітніми глядачами рекомендується разом з батьками (особами, що їх замінюють) або з відома батьків (осіб, що їх замінюють) (цілодобово)
3. 18+, перегляд рекомендується тільки повнолітніми глядачами (00:00—05:00)

## Критика
Громадськість критикує українське телебачення, перш за все низку центральних телеканалів, за наявність у передачах великої кількості вмісту російського походження. За підрахунками активістів кампанії «Бойкот російського кіно», у вересні 2014 року на 10 провідних українських телеканалах («1+1», «Україна», «СТБ», «ICTV», «Новий канал», «ТЕТ», «2+2», «НТН» та «К1»; останній з них — проросійський телеканал «Інтер») обсяг російського телепродукту, становив у середньому 40 %. У жовтні та грудні активісти зафіксували збільшення обсягів російського контенту на цих телеканалах.
Також активісти піддають обструкції українські телеканали за мовну політику. У жовтні 2014 року активісти оприлюднили статистику мовного складу передач українських телеканалів. За її даними, суто україномовного вмісту — 29 %; суто російськомовного — 39,3 %; російськомовного із українськими субтитрами — 23,5 %; двомовного (українською та російською) — 8,2 %.